# Apple A6
Apple A6は、Appleによって開発および設計が行われたSoCである。2012年9月12日に、iPhone 5にて初めて採用された。このApple A6/A6XはAppleが最後に作った32ビットSoCでもある。Apple A5との比較でApple A6は2倍、Apple A5Xとの比較でApple A6Xは2倍速くなったとAppleは主張している。本項では、GPUの性能を向上させたApple A6Xもまとめて記載する。

## 採用製品

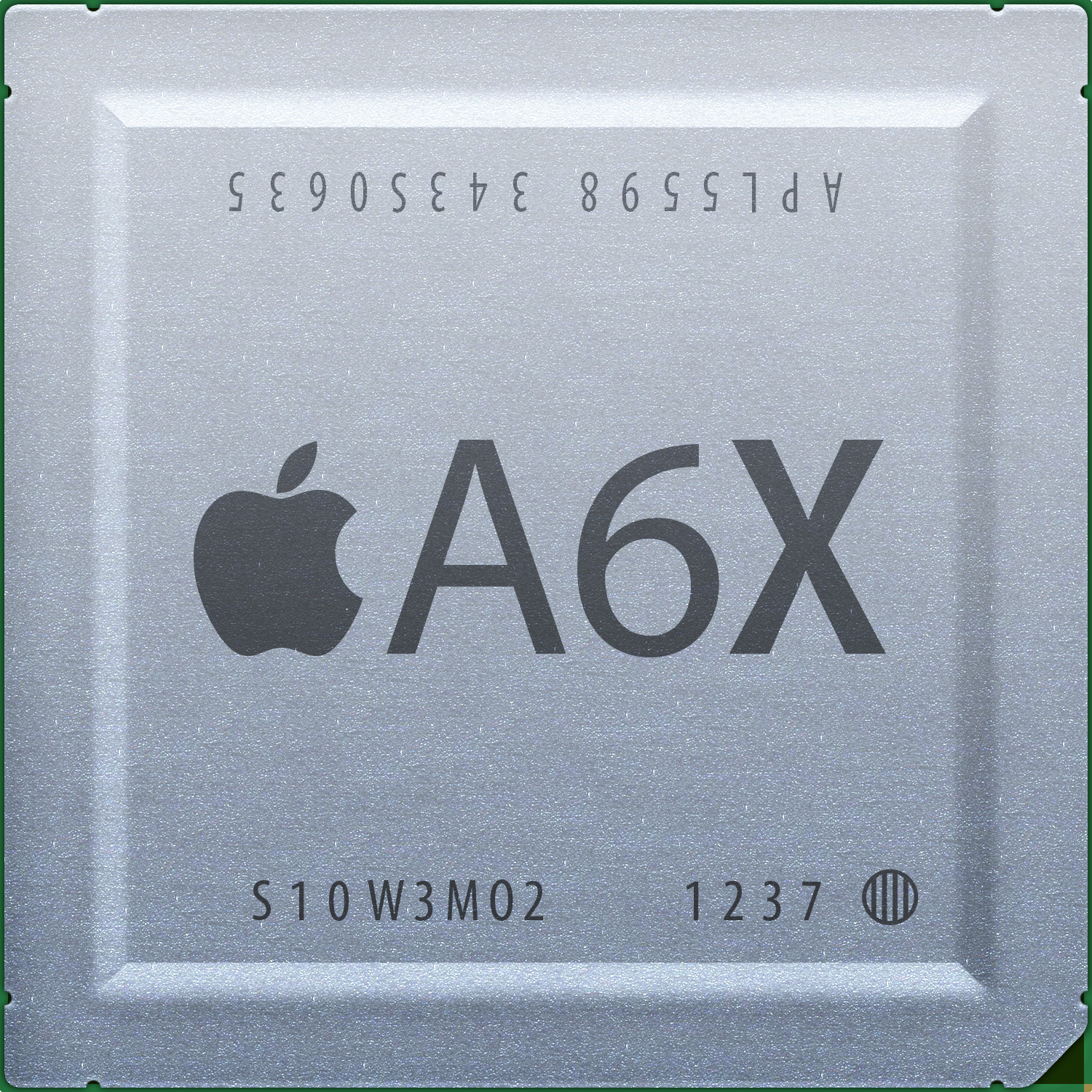
Apple A6X チップ

- Apple A6 - iPhone 5、iPhone 5c
- Apple A6X - iPad (第4世代)

## 設計
買収したP.A.SemiやIntrisityの技術を生かし、Appleが設計したARMv7の2コアCPUを採用している。
CPU のクロック周波数はiPhone 5が1.3GHz、iPhone 5cが1.25GHz、iPad (第4世代) が1.4GHz。命令セットはApple A5に採用されているものに加えて、ARM Cortex-A5, A7, A15 で採用されているVFPv4を含むARMv7s。
チップの面積は45nmプロセスで製造されたApple A5との比較で22%小さい。

### GPU
Apple A6では、PowerVR SGX 543MP3 (3コア) 266MHz (25.5 GFLOPS)。クロック周波数が上昇しているため、iPad (第3世代) で採用されたApple A5Xと同等の性能になっている。
Apple A6XではPowerVR SGX 554MP4 (4コア)。

### メモリ
LPDDR2-1066。バス幅は64ビット（デュアルチャネル）。メモリ帯域は8.528GB/s。iPhone 5, iPad (第4世代)では1GB搭載。

## 類似プラットフォーム
- AllWinner A1X
- Apple A4, Apple A5, Apple A7
- Exynos - Samsung
- Rockchip
- Snapdragon - Qualcomm
- Texas Instruments OMAP
- NVIDIA Tegra